# Калашник Наталія Григорівна
Ната́лія Григо́рівна Кала́шник (нар. 8 березня 1955, Запоріжжя, УРСР, СРСР — 23 липня 2022, Київ, Україна) — педагог, доктор педагогічних наук (2004), професор (2005) науково-дослідної лабораторії густосології у Донецькому обласному інституті післядипломної педагогічної освіти, Заслужений працівник освіти України, засновниця «науки про естетичний смак — густосології».

## Біографічні дані
У 1977 році закінчила Орєхово-Зуєвський педагогічний інститут; у 1992 Запорізький університет. 
- З 1978 по 1980 працювала у Мелітопольському інституті механізації сільського господарства;
- з 1980 по 1987 була керівником навчального центру з вивчення іноземних мов у Запорізькому обласному військовому управлінні;
- з 1987 по 1996 була доцентом, завідувачем кафедри, заступником декана факультету соціальної педагогіки і практичної психології Запорізького університету;
- з 1996 по 2005 була завідувачем кафедри іноземних мов, деканом 2-го факультету Запорізького юридичного інституту;
- з 2005 по 2010 працювала заступником голови Державного департаменту України з питань виконання покарань у Києві[7][8]; у 2007 їй було присвоєно третій ранг державного службовця[9].
- у 2019 році була зареєстрована як кандидат у народні депутати України від партії «Соціальна справедливість».[3]Нагробок на могилі Н. Калашник

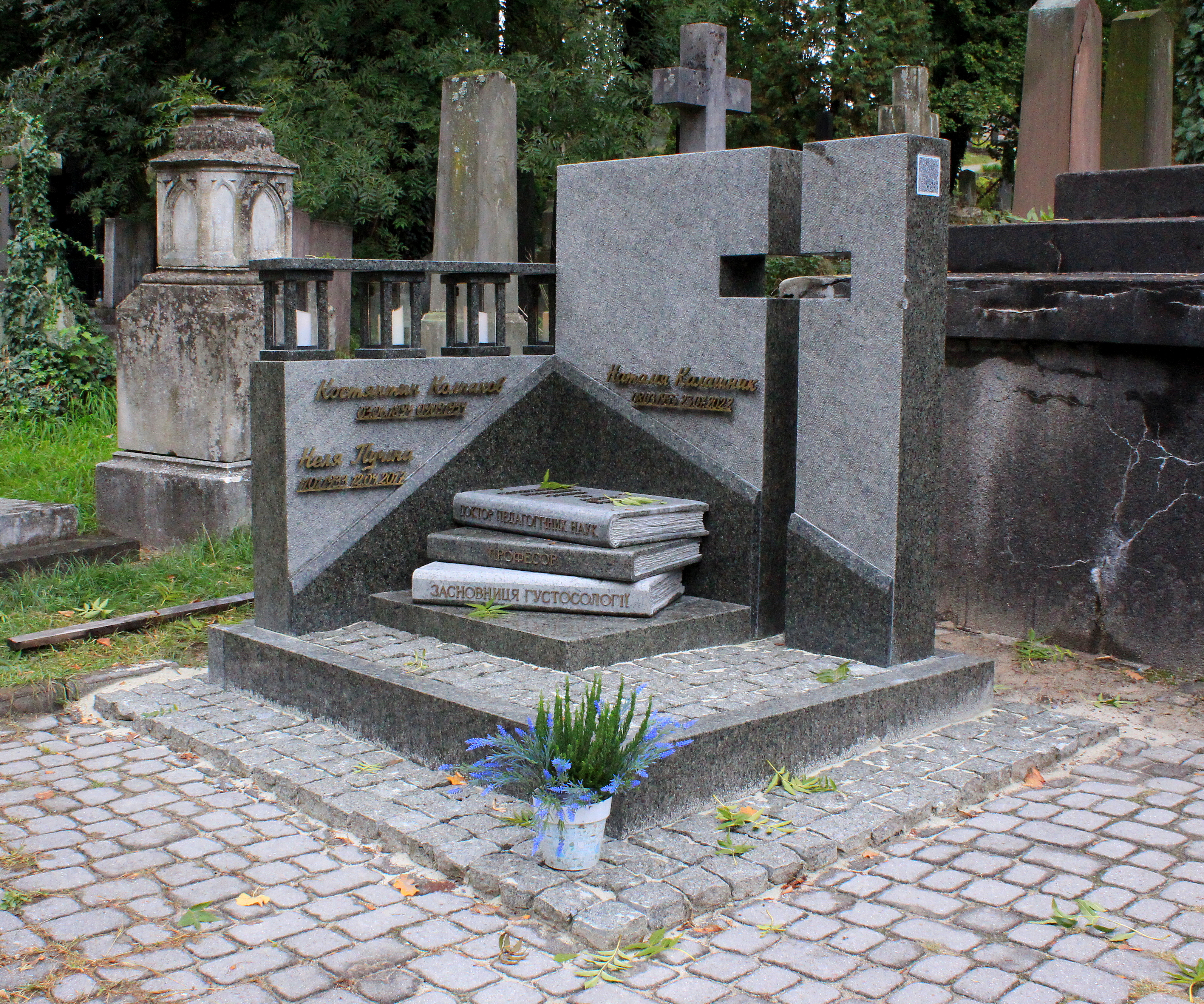
Нагробок на могилі Н. Калашник

Входила до складу Комісії з розроблення проектів Концепції реформування Державної кримінально-виконавчої служби України.
Авторка навчальних посібників «Густосологія: В 10 т.» (2009), «Густосологія та креативність особистості» (2010; обидва – Харків).
Померла 23 липня 2022 року. Похована у Львові, на 13 полі Личаківського кладовища.

## Критика
«Тюремний портал» — сайт громадської правозахисної організації «Донецький Меморіал» у 2009 році повідомляв про звільнення Василя Кощинця з посади голови Державного департаменту з питань виконання покарань, в контексті цього було також зазначено, що представники правозахисних організацій багаторазово зверталися до президента України з вимогами змінити «збанкрутіле керівництво» Державного департаменту з питань виконання покарань, «вбачаючи у його непрофесіоналізмі і безмежній сваволі не тільки причину систематичних порушень прав осіб позбавлених волі, а й серйозну загрозу суспільній безпеці». Зазначено, що серед вимог було звільнення не лише Кощинця, а також його заступників Миколи Ільтяя і Наталії Калашник. Зазначається, що за час її перебування на посаді робота саме тих підрозділів департаменту, які нею курувалися (охорона здоров'я, боротьба з туберкульозом і СНІДом, робота соціально-психологічної служби департаменту) «виявилася провальною».

## Нагороди
- У 2006 році нагороджена Почесною Грамотою Центральної виборчої комісії: «За сумлінне виконання службових обов'язків, забезпечення реалізації конституційних виборчих прав громадян України, розвиток демократичних засад виборчого процесу, виконання значного обсягу роботи з підготовки і проведення виборів народних депутатів України»[13].
- У 2007 році нагороджена почесним званням Заслужений працівник освіти України: «За вагомий особистий внесок у соціально-економічний і культурний розвиток України, активну громадську  діяльність, багаторічну сумлінну працю та з нагоди Міжнародного жіночого дня 8 Березня»[4].